# Alain Pieters
Alain Pieters (Antwerpen, 28 juli 1958) is een voormalig Belgisch lid van het Waals Parlement.

## Levensloop
Toen hij voor dierenarts studeerde in Kuregem was hij in het midden van de jaren '70 militant van de marxistisch-leninistische beweging. Alain Pieters werd echter uit de beweging gestoten nadat hij protesteerde tegen de steun van China aan Vietnam. Nadat hij afstudeerde als dierenarts, ging hij zich vestigen in Herstal om daar dierenarts te worden. Later sloot hij zich aan bij Ecolo en maakte deel uit van de Ecolo-afdeling van het arrondissement Luik.
In oktober 1994 werd hij verkozen tot gemeenteraadslid van Herstal. In de legislatuur 1994-2000 was hij er de enige Ecolo-verkozene in de gemeenteraad. Nadat hij in 1999 zijn partij ervan kon overtuigen om het cumulatieverbod tussen een nationaal en een gemeentelijk mandaat af te schaffen, maakte hij van 1999 tot 2004 deel uit van het Waals Parlement en van het Parlement van de Franse Gemeenschap ter opvolging van minister Nicole Maréchal.
Bij de gemeenteraadsverkiezingen van 2000 werd hij in Herstal herkozen als gemeenteraadslid. Omdat Ecolo echter nog altijd één zetel in de gemeenteraad had, besloot Pieters echter niet te zetelen en zijn plaats in de gemeenteraad af te staan aan Eric Jadot. In juni 2004 werd hij niet meer herkozen als parlementslid, maar hij bleef wel actief in de Ecolo-afdeling van het arrondissement Luik.